# Gustavo Andrés Deutsch
Gustavo Andrés Deutsch (Praga, 19 de octubre de 1935 – Nordelta, 14 de septiembre de 2014) fue un empresario argentino, de origen checoslovaco, presidente de la empresa Industria Textil Argentina (INTA) S. A., subsecretario de desarrollo industrial de la provincia de Buenos Aires en 1991 y accionista junto con la familia Steuer de la cadena de supermercados Tía SA (Tiendas Industrias Asociadas SA), y de otras empresas, incluyendo Ribera Desarrollos SA, Larag SA, Ayuí S.A, la cadena de supermercados uruguaya Tiendas TaTa.

## Historia familiar
Nacido en Praga, capital de la antigua Checoslovaquia, en 1935, llegó a la Argentina con sus padres antes de cumplir diez años sus padres adquieren una empresa textil (INTA SA) y una cadena de tiendas similar a Teta (TIA SA).
Los Deutsch, eran dueños de la Firma Deutsch, una compañía Textil importante, bosques y asseraderos y de la cadena de supermercados TeTa en Checoslovaquia. Asociado a su compatriota Karl Steuer, expandieron la cadena a Rumania y Yugoslavia bajo ese nombre. La expansión del negocio duró hasta las vísperas de la Segunda Guerra Mundial. 
Después de haber llegado a Sudamérica, en 1940, los tres hermanos Deutsch -y sus socios, los Steuer- fundaron Tía SA, y el joven Gustavo fue entrenado para el negocio. Primero hizo una práctica de un año en las tiendas Woolworth, de Estados Unidos, y cuando regresó se encontró con un modesto puesto de comprador y luego con la gerencia del área en la empresa familiar.
,Luego de casi diez años de investigaciones, varios directivos de la empresa LAPA  fueron acusados penalmente por la falta de mantenimiento de los aviones y llevados a juicio en 2005. La sentencia de primera instancia fue dictada cinco años después, el 2 de febrero de 2010, condenando a Valerio Francisco Diehl (gerente de Operaciones) y Gabriel María Borsani (jefe de Línea de Boeing 737-200) a tres años de prisión en suspenso, por considerarlos penalmente responsables del delito de estrago culposo agravado.
la Justicia había establecido que la tragedia era responsabilidad de la Fuerza Aérea por falta de controles y de la empresa LAPA , la cual quebró en 2003.
La sentencia en primera instancia fue cinco años después del hecho, en donde se condenó al gerente de Operaciones de LAPA y al jefe de Línea de Boeing 737-200 a tres años de cárcel. El resto de los acusados de la empresa LAPA fueron absueltos. Pero las demoras de los jueces excedieron los plazos legales y la Cámara Federal de Casación en 2014  con los votos de Mariano H. Borinsky y Juan C. Gemignan anularon rodas las condenas dictando prescripción de la acción penal por exceder el plazo.

## Deutsch y la aerolínea LAPA
Gustavo Andrés Deutsch también era dueño de la aerolínea argentina LAPA (Líneas Aéreas Privadas Argentinas) hasta el 2003, año que marco el fin de LAPA, después del accidente del Vuelo 3142 de LAPA, y la quiebra consecutiva de la aerolínea.[cita requerida]
La historia empieza en 1984, cuando Andrés Deutsch recibió LAPA en parte de pago por la venta de un campo de la familia. Eran sólo dos aviones Shorts SD3-30 de treinta plazas que hacían la ruta a Colonia (Uruguay). Hacia el año 1986 operaba con tres Shorts SD3-30 a varios destinos dentro de la provincia de Buenos Aires y en el año 1987 adquirió dos Saab 340 la empresa creció hasta tener más del 30% del mercado argentino. Andrés Gustavo Deutsch fue denunciado por lavado de dinero por el fiscal Oscar Amirante, la empresa aérea ingresaron unos 20 millones de dólares supuestamente provenientes de una firma que operaría en "paraísos fiscales".
Durante el año 2000, LAPA habría hecho operaciones comerciales con las firmas Walmont SA y Findmore Enterpreses Corp., ambas con sede en países fiscales. Las transacciones entre las compañías fueron confirmadas por los síndicos que estudiaron los movimientos financieros de la línea aérea.
El resto del misterio era el estilo personal de Deutsch para manejar la empresa, en la que era su propio vocero y hasta la incorporación de Ronnie Boyd, la única cara visible. La llegada de Boyd, un ex Austral, fue una sorpresa dentro y fuera de la compañía, porque era la antítesis de su empleador.
Hasta agosto de 1997 los aviones de la empresa llevaban nombres de estrellas (Altair, Vega, Antares, Sirius); en esa fecha quebró la regla y bautizó Anillaco a un Boeing 757 de última generación. "El presidente Menem me había desafiado.
En el discurso que dio en Aeroparque para celebrar la compra. En 1997 firma un documento donde las compañías criticaban el impuesto docente, la voz de Deutsch fue fuerte: "Ese gravamen nos va a convertir en el basurero del mundo, atrayendo aviones que son más baratos pero se han prohibido en otras partes porque no cumplen las normas de seguridad". Y amenazó: "Antes de pagar 4 millones de dólares más de impuestos, prefiero mudar mi aerolínea al Uruguay". Al presentar otro avión, Deutsch volvió a la carga: "Este avión cuesta 8.5 millones de dólares. O sea que tributaría un impuesto de 850 mil pesos, más de 4 mil por asiento. [cita requerida]Es una suma directamente confiscatoria". La ruptura de lanzas fue cuando otra empresa, Dinar, se anticipó y pidió cubrir la nueva ruta a Malvinas. "Nosotros no tenemos los contactos políticos que tiene Dinar", dijo entonces el dueño de LAPA.[cita requerida]Luego de casi diez años de investigaciones, varios directivos de la empresa LAPA y funcionarios de la Fuerza Aérea responsables de los controles fueron acusados penalmente y llevados a juicio en 2005. La sentencia de primera instancia fue dictada cinco años después, el 2 de febrero de 2010, condenando a Valerio Francisco Diehl (gerente de Operaciones) y Gabriel María Borsani (jefe de Línea de Boeing 737-200) a tres años de prisión en suspenso, por considerarlos penalmente responsables del delito de estrago culposo agravado
El 31 de agosto de 1999 a las 20:54 hora local, el vuelo 3142 de LAPA, de la aerolínea argentina LAPA, se estrellaba en el Aeroparque Jorge Newbery de la Ciudad de Buenos Aires, cuando despegaba hacia la ciudad de Córdoba, protagonizando uno de los accidentes más graves de la historia de la aviación argentina. En el momento del accidente, Deutsch y su mujer, Graciela, cenaban en la casa de unos amigos. A la misma mesa estaban el exvocero presidencial Humberto Toledo, y Bernardo Neustadt y su mujer. Fue Neustadt, a quien le avisaron por teléfono, el que le dio la noticia. Dicen que Deutsch se puso pálido, y pidió a los dueños de casa que le permitieran llamar a París para hablar con su agente de seguros. Después fue a Aeroparque y se atrincheró en su oficina, a menos de 300 metros del infierno en que se había convertido su avión.
Un rato antes había enfrentado las cámaras de televisión, los grabadores y los flashes de los fotógrafos, con una frase que acababa por definir su desconcierto: "No niego nada. Sólo digo que no sé lo que pasó", explicaba ante las primeras acusaciones veladas.[cita requerida]

## Fallecimiento
El 14 de septiembre de 2014, falleció al estrellarse el avión Beechcraft Super King matrícula (LV-WLT) que pilotaba en compañía de su esposa, contra una casa del barrio "La Isla" de la localidad de Nordelta en el Partido de Tigre, Provincia de Buenos Aires, Argentina.